# Omloop Het Nieuwsblad 2014
De Omloop Het Nieuwsblad, een eendaagse wielerwedstrijd in België, was in 2014 de 69e editie voor de mannen en de 9e editie voor de vrouwen. Beide koersen werden op zaterdag 1 maart verreden en beide met vertrek en finish in Gent. 

## Mannen
De 69e editie van de wielerwedstrijd Omloop Het Nieuwsblad werd verreden op zaterdag 1 maart met vertrek en aankomst in Gent, feitelijk werd er gestart na bijna acht neutrale kilometers in Merelbeke. De wedstrijd maakte deel uit van de UCI Europe Tour 2014, in de categorie 1.HC. De winnaar van 2013 was de Italiaan Luca Paolini. Dit jaar won de Brit Ian Stannard.

### Deelnemende ploegen
| WorldTour               | ProContinentaal              |
| ----------------------- | ---------------------------- |
| Lotto-Belisol           | Topsport Vlaanderen-Baloise  |
| Omega Pharma-Quick-Step | Wanty-Groupe Gobert          |
| AG2R-La Mondiale        | Androni Giocattoli           |
| Belkin Pro Cycling      | Bretagne-Séché Environnement |
| BMC Racing Team         | CCC Polsat Polkowice         |
| Europcar                | Cofidis                      |
| FDJ.fr                  | IAM Cycling                  |
| Garmin-Sharp            | MTN-Qhubeka                  |
| Giant-Shimano           | NetApp-Endura                |
| Katjoesja               | RusVelo                      |
| Sky ProCycling          |                              |

### Uitslag
| Plaats  | Naam                 | Ploeg                       | Tijd     |
| ------- | -------------------- | --------------------------- | -------- |
| Winnaar | Ian Stannard         | Sky ProCycling              | 4u49'54" |
| 2       | Greg Van Avermaet    | BMC Racing Team             | z.t.     |
| 3       | Edvald Boasson Hagen | Sky ProCycling              | +24"     |
| 4       | Sep Vanmarcke        | Belkin Pro Cycling          | z.t.     |
| 5       | Niki Terpstra        | Omega Pharma-Quick-Step     | z.t.     |
| 6       | Jempy Drucker        | Wanty-Groupe Gobert         | +1'34"   |
| 7       | Taylor Phinney       | BMC Racing Team             | z.t.     |
| 8       | Dries Devenyns       | Giant-Shimano               | z.t.     |
| 9       | Egoitz García        | Cofidis                     | z.t.     |
| 10      | Arnaud Démare        | FDJ.fr                      | z.t.     |
| 11      | Luke Rowe            | Sky ProCycling              | z.t.     |
| 12      | Sebastian Langeveld  | Garmin-Sharp                | z.t.     |
| 13      | Jürgen Roelandts     | Lotto-Belisol               | z.t.     |
| 14      | Stijn Vandenbergh    | Omega Pharma-Quick-Step     | z.t.     |
| 15      | Zico Waeytens        | Topsport Vlaanderen-Baloise | z.t.     |
| 16      | Jelle Wallays        | Topsport Vlaanderen-Baloise | z.t.     |
| 17      | Johan Le Bon         | FDJ.fr                      | +1'41"   |
| 18      | Lars Boom            | Belkin Pro Cycling          | z.t.     |
| 19      | Florian Sénéchal     | Cofidis                     | +2'47"   |
| 20      | Yoann Offredo        | FDJ.fr                      | z.t.     |

## Vrouwen
De 9e editie werd verreden op zaterdag 1 maart van Gent naar Gent over 126  kilometer. Van de 169 rensters op de startlijst bereikten er 108 de finish. 

### Deelnemende ploegen
Er namen 16 UCI-ploegen, zeven clubteams en twee nationale teams deel.
| UCI-teams Boels Dolmans Cycling Team Estado de México-Faren Kuota Futurumshop.nl-Zannata Team Giant-Shimano Hitec Products Lotto-Belisol Ladies Orica-AIS Parkhotel Valkenburg Poitou-Charentes.Futuroscope.86 Rabobank-Liv Specialized-lululemon Team Rytger Team TIBCO-To The Top Top Girls Fassa Bortolo Topsport Vlaanderen-Pro Duo Wiggle Honda | Clubteams Autoglass Wetteren-Group Solar De Sprinters Malderen Endura Lady Force GRC Jan van Arckel Isorex Cycling Team Keukens Redant Cycling Team WV Breda Manieu.nl Ladiesteam Nationale teams Schotland Verenigde Staten |

### Uitslag
| Rang | Renster                | Ploeg                      | Tijd    |
| ---- | ---------------------- | -------------------------- | ------- |
| 1    | Amy Pieters            | Team Giant-Shimano         | 3u30'15 |
| 2    | Emma Johansson         | Orica-AIS                  | z.t.    |
| 3    | Elizabeth Deignan      | Boels Dolmans Cycling Team | z.t.    |
| 4    | Liesbet De Vocht       | Lotto-Belisol Ladiesteam   | + 0'06  |
| 5    | Kirsten Wild           | Team Giant-Shimano         | z.t.    |
| 6    | Sofie De Vuyst         | Futurumshop.nl-Zannata     | z.t.    |
| 7    | Tiffany Cromwell       | Specialized-lululemon      | z.t.    |
| 8    | Ashleigh Moolman-Pasio | Hitec Products             | z.t.    |
| 9    | Annemiek van Vleuten   | Rabobank-Liv               | z.t.    |
| 10   | Christine Majerus      | Boels Dolmans Cycling Team | z.t.    |

1945 · 1946 · 1947 · 1948 · 1949 · 1950 · 1951 · 1952 · 1953 · 1954 · 1955 · 1956 · 1957 · 1958 · 1959 · 1960 · 1961 · 1962 · 1963 · 1964 · 1965 · 1966 · 1967 · 1968 · 1969 · 1970 · 1971 · 1972 · 1973 · 1974 · 1975 · 1976 · 1977 · 1978 · 1979 · 1980 · 1981 · 1982 · 1983 · 1984 · 1985 · 1986 · 1987 · 1988 · 1989 · 1990 · 1991 · 1992 · 1993 · 1994 · 1995 · 1996 · 1997 · 1998 · 1999 · 2000 · 2001 · 2002 · 2003 · 2004 · 2005 · 2006 · 2007 · 2008 · 2009 · 2010 · 2011 · 2012 · 2013 · 2014 · 2015 · 2016 · 2017 · 2018 · 2019 · 2020 · 2021 · 2022 · 2023 · 2024 · 2025
Etappewedstrijden

 Ster van Bessèges ·
 Ronde van de Middellandse Zee ·
 Ruta del Sol ·
 Ronde van de Algarve ·
 Ronde van de Haut-Var ·
 Driedaagse van West-Vlaanderen ·
 Internationale Wielerweek ·
 Internationaal Wegcriterium ·
 Driedaagse van De Panne-Koksijde ·
 Ronde van de Sarthe ·
 Ronde van Trentino ·
 Ronde van Turkije ·
 Vierdaagse van Duinkerke ·
 Ronde van Azerbeidzjan ·
 Szlakiem Grodów Piastowskich ·
 Ronde van Castilië en León ·
 Ronde van Picardië ·
 Ronde van Noorwegen ·
 World Ports Classic ·
 Ronde van Beieren ·
 Ronde van België ·
 Tour des Fjords ·
 Ronde van Estland ·
 Ronde van Luxemburg ·
 Boucles de la Mayenne ·
 Ster ZLM Toer ·
 Ronde van Slovenië ·
 Route du Sud ·
 Ronde van Oostenrijk ·
 Sibiu Cycling Tour ·
 Ronde van Wallonië ·
 Ronde van Portugal ·
 Ronde van Denemarken ·
 Ronde van de Ain ·
 Ronde van Burgos ·
 Arctic Race of Norway ·
 Ronde van de Limousin ·
 Ronde van Poitou-Charentes ·
 Ronde van Groot-Brittannië ·
 Ronde van Gévaudan Languedoc-Roussillon ·
 Eurométropole Tour
Eendaagse wedstrijden

 GP La Marseillaise ·
 Grote Prijs van de Etruskische Kust ·
 Trofeo Palma ·
 Trofeo Ses Salines ·
 Trofeo Serra de Tramuntana ·
 Trofeo Platja de Muro ·
 Trofeo Laigueglia ·
 Ronde van Murcia ·
 Omloop Het Nieuwsblad ·
 Classic Sud Ardèche ·
 GP Lugano ·
 Clásica de Almería ·
 Kuurne-Brussel-Kuurne ·
 La Drôme Classic ·
 Le Samyn ·
 GP Città di Camaiore ·
 Strade Bianche ·
 Roma Maxima ·
 Ronde van Drenthe ·
 Dwars door Drenthe ·
 Nokere Koerse ·
 GP Nobili Rubinetterie ·
 Handzame Classic ·
 Classic Loire-Atlantique ·
 Grote Prijs van Cholet-Pays de Loire ·
 Dwars door Vlaanderen ·
 Route Adélie de Vitré ·
 Volta Limburg Classic ·
 Grote Prijs Miguel Indurain ·
 Ronde van La Rioja ·
 Scheldeprijs ·
 GP Cerami ·
 Klasika Primavera ·
 Parijs-Camembert ·
 Brabantse Pijl ·
 GP Denain ·
 Ronde van de Finistère ·
 Tro Bro Léon ·
 Ronde van Keulen ·
 La Roue Tourangelle ·
 Rund um den Finanzplatz Eschborn-Frankfurt ·
 Ronde van de Somme ·
 ProRace Berlin ·
 Grote Prijs van Plumelec ·
 Boucles de l'Aulne ·
 Ronde van Zeeland Seaports ·
 GP Kanton Aargau ·
 Ronde van Limburg ·
 Ronde van de Apennijnen ·
 Halle-Ingooigem ·
 Prueba Villafranca de Ordizia ·
 GP Industria & Artigianato-Larciano ·
 Ronde van Toscane ·
 Circuito de Getxo ·
 Polynormande ·
 RideLondon Classic ·
 GP Stad Zottegem ·
 Arnhem-Veenendaal Classic ·
 Châteauroux Classic de l'Indre ·
 Druivenkoers Overijse ·
 Brussels Cycling Classic ·
 GP Fourmies ·
 Ronde van de Doubs ·
 GP Jef Scherens ·
 Coppa Bernocchi ·
 GP van Wallonië ·
 Coppa Agostoni ·
 Ronde van de Drie Valleien ·
 Kampioenschap van Vlaanderen ·
 Grote Prijs Impanis-Van Petegem ·
 Memorial Marco Pantani ·
 GP Industria & Commercio di Prato ·
 GP van Isbergues ·
 Omloop van het Houtland ·
 Duo Normand ·
 Milaan-Turijn ·
 Ronde van het Münsterland ·
 Ronde van de Vendée ·
 Memorial Frank Vandenbroucke ·
 Coppa Sabatini ·
 Parijs-Bourges ·
 Ronde van Emilia ·
 Parijs-Tours ·
 GP Beghelli ·
 Nationale Sluitingsprijs ·
 Chrono des Nations